# شهرستان دیربورن (ایندیانا)
شهرستان دیربورن، ایندیانا (به انگلیسی: Dearborn County, Indiana) شهرستانی در ایالات متحده آمریکا است که در ایندیانا واقع شده‌است.